# Ann-Elisabeth Wolff
Ann-Elisabeth Wolff (* 14. März 1953 in Halle (Saale)) ist eine deutsche Musikwissenschaftlerin und Theatermanagerin. Sie war von 1993 bis 2020 Direktorin des europäischen Theater- und Tanzfestivals euro-scene Leipzig.

## Leben und Wirken
Ann-Elisabeth Wolff wuchs als Tochter des Musikwissenschaftlers Hellmuth Christian Wolff und der Opernsängerin Liselotte Wolff, geb. Zeman, in Leipzig auf. Nach dem Abitur studierte sie 1971 bis 1975 Musikwissenschaft an der Karl-Marx-Universität Leipzig mit Diplom-Abschluss und absolvierte parallel dazu eine musikalische Ausbildung in Klavier und Gesang an der Musikhochschule Leipzig. Sie war zudem Gasthörerin im Fach Theaterwissenschaft an der Theaterhochschule „Hans Otto“ Leipzig und Regieassistentin bei Joachim Herz an der Oper Leipzig.
Wolff arbeitete ab 1975 als Lektorin für Bühnenwerke und Vokalmusik beim Musikverlag Edition Peters. Nach der Schließung des Verlags im Jahr 1990 war sie bis 1991 freie Mitarbeiterin bei der Leipziger Konzertagentur „art media & arTTour“. Von 1985 bis 1993 war sie nebenberuflich als Journalistin tätig und schrieb für verschiedene Zeitungen und Zeitschriften über Musiktheater und Tanz, u. a. in Theater der Zeit, Leipziger Volkszeitung, Stuttgarter Zeitung, und Leipziger Blätter.
Von 1991 bis 1993 war Wolff stellvertretende Direktorin des Festivals euro-scene Leipzig. Nach dem Tod des Gründers und Direktors Matthias Renner im Jahr 1993 übernahm sie als Direktorin des Festivals die künstlerische Leitung und Geschäftsführung bis zum Jahr 2020. Die euro-scene Leipzig ist seit 2000 Co-Veranstalter der Tanzplattform Deutschland. Unter Wolffs Projektleitung fand diese 2002 in Leipzig und damit erstmals in den neuen Bundesländern statt. Im September 2021 wurde Wolff durch Oberbürgermeister Burkhard Jung im Schauspielhaus Leipzig offiziell verabschiedet.
Seit Januar 2021 ist Wolff freischaffend in den Bereichen Musiktheater und Tanz tätig. Sie war von 1993 bis 2020 Mitglied im Informal European Theatre Meeting (IETM) in Brüssel und ist seit 1994 Mitglied im Internationalen Theaterinstitut (ITI) in Berlin, in dem sie von 2006 bis 2008 auch als Vorstandsmitglied wirkte.

## Auszeichnungen
- 2008: Caroline Neuber-Preis der Stadt Leipzig[8]
- 2009: Ordre des Arts et des Lettres[9]
- 2022: Österreichisches Ehrenkreuz für Wissenschaft und Kunst[10]

## Publikationen (Auswahl)
- als Hrsg.: Opern-Arien für Sopran, Band 1 bis 4, Edition Peters, Leipzig, 1985–1988.

- Neugier und Leidenschaft. Festivalschrift anlässlich der 10. euro-scene Leipzig 1991–2000, November 2000.
- Tanzplattform Deutschland 2002. Katalog und Programmbuch.
- als Hrsg.: Das Licht kommt aus dem Osten. Festivalschrift anlässlich 20 Jahre euro-scene Leipzig 1991–2010. Mit Textbeiträgen von A.-E. Wolff u. a., November 2010.
- als Hrsg.: Die ganze Welt ist eine Bühne. Festivalschrift anlässlich 30 Jahre euro-scene Leipzig 1991–2020. Mit Textbeiträgen von Ann-Elisabeth Wolff, Arnd Wesemann, Michael Freundt, Günther Heeg. Herbst 2020.
- Nele Hertling, 2018 Deutscher Tanzpreis, Festschrift, Dachverband Tanz Deutschland e. V., Berlin
- Kosmos Österreich Nr. 60, „Nikolaus Habjan und die Kraft des gegenwärtigen Theaters“, Österreichisches Kulturforum Berlin, September / Dezember 2018
- Redaktion und Texte aller Programmhefte und Abendprogramme der euro-scene Leipzig 1991–2020 sowie der Tanzplattform Deutschland 2002
- Redaktion und Texte aller Programmhefte der Kammertanzabende und Kinderprogramme des Choreografen und Tänzers Werner Stiefel, Leipzig, seit 1988.